# Drive Dead Slow
"Drive Dead Slow" är en låt av den svenska rockgruppen Sahara Hotnights, komponerad av Maria Andersson och Josephine Forsman med text av Andersson. Låten släpptes på Sahara Hotnights debutalbum C'mon Let's Pretend samt på singel den 11 oktober 1999. I april år 2000 utkom en EP med namnet Drive Dead Slow som endast gavs ut i Storbritannien och Irland.
"Drive Dead Slow" producerades av Kjell Nästén och spelades in vid Rumble Road Studios i Skellefteå. Som B-sida valdes en akustisk version av låten "Oh Darling", i originalversion medtagen på albumet C'mon Let's Pretend. På den brittisk-irländska EP-skivan medtogs förutom titelspåret också "Downhill Race", tidigare utgiven som B-sida till singeln "Quite a Feeling", samt "Too Cold for You" och "That's What They Do", tidigare utgivna på C'mon Let's Pretend.
"Drive Dead Slow" låg nio veckor på Tracks mellan den 20 november 1999 och 5 februari 2000, som bäst på andra plats. Den tog sig inte in på Svenska singellistan.
Timo Räisänen gjorde en cover på låten 2006 och tog med den som B-sida på singeln "Let's Kill Ourselves a Son". Senare medtogs låten på hans album …And Then There Was Timo (2008).

## Låtlista
| 1. | Drive Dead Slow               | Maria Andersson | Andersson, Josephine Forsman | 3:41 |
| 2. | Oh Darling (akustisk version) | Andersson       | Andersson, Forsman           | 3:47 |

| 1. | Drive Dead Slow     | Andersson | Andersson, Forsman | 3:39 |
| 2. | Downhill Race       |           |                    | 3:13 |
| 3. | Too Cold for You    |           |                    | 2:21 |
| 4. | That's What They Do |           |                    | 2:21 |